# Grbovi dalmatinskog komunalnog plemstva – M
Za grbove dalmatinskog komunalnog plemstva ne vrijede zakoni heraldike zbog posebnih uvjeta nastanka i vlasnika istih. Grbovi dalmatinskog komunalnog plemstva pripadaju krugu talijanskog komunalnog plemstva gdje je tradicija opisivanja s gledišta promatrača. 
Grbovi s početnim slovom  M

## Grbovi
| Grb | Kuća i opis grba |
| --- | --- |
|     | Macarini (Trogir) Titula: (HR) Vodoravna podjela. Gore plavo polje, dolje zlatno polje, preko svega šestokraka zvijezda suprotnih boja (zlatno, plava). [1/37] |
|     | Maccararelo, Mazzararelo (Trogir) Titula: - (HR) Vodoravna podjela. Gore na crvenom polju hodajući zlatni lav, dolje na crvenom polju tri lijevo kose srebrene grede. [1/37] - (HR) Vodoravna podjela. Gore na plavom polju hodajući zlatni lav, dolje na zlatnom polju tri lijevo kose plave grede. [1/37, 2/15] - (HR) Vodoravna podjela. Gore na zlatnom polju hodajući crveni lav, dolje na crvenom polju tri lijevo kose zlatne grede. [5] - (HR) Podjela na četvrtine. 1 i 4 četvrtina zlatno polje, 2 i 3 četvrtina crveno polje (Desa trogirski biskup) [5] - (HR) Vodoravna podjela. Gore na crvenom polju hodajući zlatni lav, dolje na crvenom polju tri lijevo kose zlatne grede. [2/25] - (HR) Vodoravna podjela. Gore na crvenom polju hodajući zlatni lav, dolje na crvenom polju dvije lijevo kose zlatne grede. [2/67] |
|     | Macho (Kotor) Titula: (HR) Vodoravna podjela crvenom gredom. Gore na plavom polju srebreni cvijet na zelenoj dršci s dva zelena lista, dolje na plavom polju tri lijevo kose zlatne grede. [1/37] |
|     | Marinković, Vusio, Vusić (Brač) Titula: (HR) Na zlatnom polju plava zmija nosi u ustima zlatno žezlo. [1/64] |
|     | Marislavić, Stombrati (Trogir) Titula: (HR) Vodoravan podjela. Gore plavo polje, dolje crveno srebreni kvadrati, preko svega zlatni lav izlazi iz zlatnog bunara. [1/38] |
|     | Marulić (Split) Titula: Splitsko plemstvo - (HR) Na crvenom polju par srebrenih krila, iznad krila zlatni hodajući lav. [1/39, 2/15 , 3/6] - (HR) crtež [2/15] - (HR) Zlatno polje podijeljeno okomitom crvenom gredom, duž grede tri ležeća zlatna polumjeseca. Kapa: srebreno polje, preko svega crveni križ. [2/84] - (HR) Zlatno polje podijeljeno lijevo kosom crvenom gredom, duž grede tri srebrena polumjeseca. Kapa: crveno polje, preko svega srebreni križ (capo di Savoia). [4/141] |
|     | Milesi (Split) Titula:Splitsko plemstvo, patrijacat Rima i Ancone (It.), austrijska potvrda plemstva - (HR) Okomita podjela. Lijevo na plavom polju zeleno stablo i zelena zmija obavijena oko debla, glava zmije je iznad krošnje, sa strane debla dva srebrena lava okrenuta prema deblu. Stablo i lavovi stoje na zelenom brijegu. Desno na srebrenom polju crveno srce, preko srca zlatni križ, na križu pet crvenih krugova, u sredini i na krakovima po jedan. [1/10, 2/15] - (HR) Kameni reljef, kruna bunara iz kuće Milesi, sada u Arheološkom muzeju Split - (HR) Na plavom polju zeleno stablo i zelena zmija obavijena oko debla, glava zmije je iznad krošnje, sa strane debla dva srebrena lava okrenuta prema deblu. [2/78]                                                                                              |